# Trox nohirai
Trox nohirai är en skalbaggsart som beskrevs av Takeshiko Nakane 1954. Trox nohirai ingår i släktet Trox och familjen knotbaggar. Inga underarter finns listade i Catalogue of Life.